# Оскар (8-ма церемонія вручення)
8-ма церемонія вручення кінопремії «Оскар» відбулася 5 березня 1936 року в готелі «Балтимор» (Лос-Анджелес, штат Каліфорнія).
На цій церемонії вперше було вручено нагороду в номінації «Найкращий хореограф». Вона проіснувала три роки.

### Найкраща режисерська робота
| Лауреат                  | Номінанти                                                                   |
| ------------------------ | --------------------------------------------------------------------------- |
| - Джон Форд «Інформатор» | - Френк Ллойд «Заколот на „Баунті“» - Майкл Кертіс «Одіссея капітана Блада» |

### Найкраща чоловіча роль
| Лауреат                         | Номінанти |
| ------------------------------- | --- |
| - Віктор МакЛаглен «Інформатор» | - Кларк Гейбл «Заколот на „Баунті“» - Чарльз Лотон «Заколот на „Баунті“» - Franchot Tone «Заколот на „Баунті“» - Пол Муні «Чорна лють» |

### Найкраща жіноча роль
| Лауреат                    | Номінанти |
| -------------------------- | --- |
| - Бетті Девіс «Небезпечна» | - Кетрін Хепберн «Аліса Адамс» - Елізабет Бергнер «Escape Me Never» - Клодет Кольбер «Приватні світи» - Мерль Оберон «Темний янгол» - Міріам Гопкінс «Беккі Шарп» |

## Переможці та номінанти

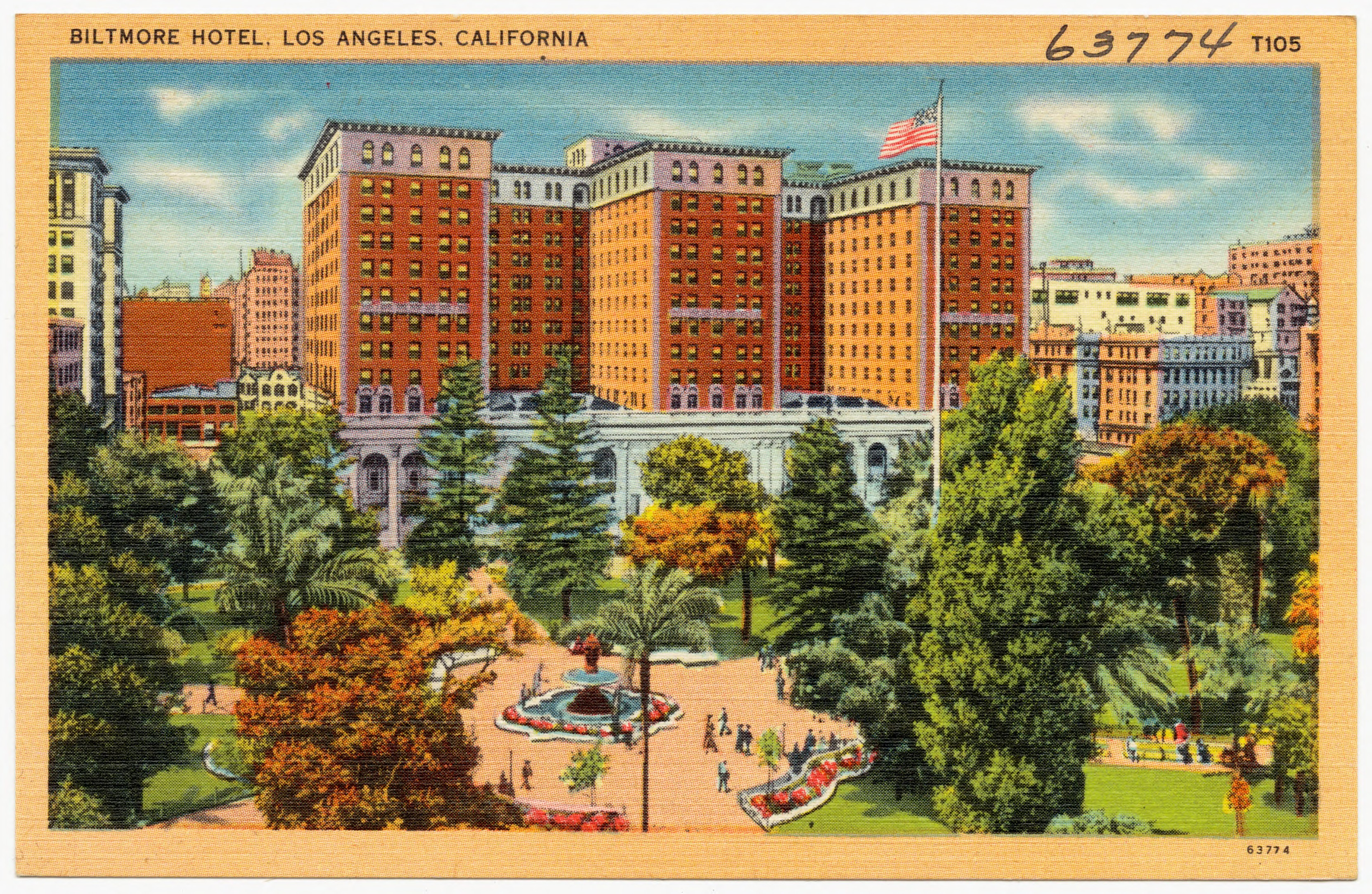
Готель «Балтимор», у якому відбулася 8-ма церемонія вручення премії «Оскар», 5 березня 1936 року

Тут наведено список кінокартин, які отримали декілька номінацій або перемог:
Число нагород / загальне число номінацій
- 4/6: «Інформатор»
- 2/4: «Сон літньої ночі»
- 1/8: «Заколот на „Баунті“»
- 1/7: «Життя бенгальського улана»
- 1/3: «Бродвейська мелодія 1936 року»
- 1/3: «Золотошукачі 1935 року»
- 1/3: «Темний янгол»
- 1/2: «Неслухняна Марієта»
- 1/1: «Небезпечна»
- 1/1: «Негідник»

Переможці виділені окремим кольором.
| Категорії                                     | Лауреати та номінанти. |
| --------------------------------------------- | --- |
| Видатна постановка                            | «Заколот на „Баунті“» / Mutiny on the Bounty— Ірвінг Грант Тальберг та Френк Ллойд (Metro-Goldwyn-Mayer)                                                       |
| Видатна постановка                            | «Інформатор» / The Informer — Кліфф Рід (RKO Pictures) |
| Видатна постановка                            | «Одіссея капітана Блада» / Captain Blood — Гал Б. Волліс, Ґордон Голлінґшед та Гаррі Джо Браун (Cosmopolitan)                                                  |
| Видатна постановка                            | «Аліса Адамс» / Alice Adams — Пандро С. Берман (RKO Pictures)                                                                                                  |
| Видатна постановка                            | «Бродвейська мелодія 1936 року» / Broadway Melody of 1936 — John William Considine Jr. (Metro-Goldwyn-Mayer)                                                   |
| Видатна постановка                            | «Девід Коперфілд» / David Copperfield — Девід Сельцник (Metro-Goldwyn-Mayer)                                                                                   |
| Видатна постановка                            | «Життя бенгальського улана» / The Lives of a Bengal Lancer — Луїс Д. Лайтон (Paramount)                                                                        |
| Видатна постановка                            | «Сон літньої ночі» / A Midsummer Night's Dream — Генрі Бланк (Warner Bros.)                                                                                    |
| Видатна постановка                            | «Знедолені» / Les Miserables — Дерріл Занук (20th Century) |
| Видатна постановка                            | «Неслухняна Марієта» / Naughty Marietta — Гант Стромберг (Metro-Goldwyn-Mayer)                                                                                 |
| Видатна постановка                            | «Рагглз з Ред-Геп» / Ruggles of Red Gap — Arthur Hornblow Jr. (Paramount)                                                                                      |
| Видатна постановка                            | «Циліндр» / Top Hat — Пандро С. Берман (RKO Pictures) |
| Найкраща режисерська робота                   | Джон Форд — «Інформатор» / The Informer |
| Найкраща режисерська робота                   | Френк Ллойд — «Заколот на „Баунті“» / Mutiny on the Bounty |
| Найкраща режисерська робота                   | Генрі Гетевей — «Життя бенгальського улана» / The Lives of a Bengal Lancer                                                                                     |
| Найкраща режисерська робота                   | Майкл Кертіс — «Одіссея капітана Блада» / Captain Blood (запис, а не офіційна номінація)                                                                       |
| Найкраща чоловіча роль                        | Віктор МакЛаглен — «Інформатор» / The Informer |
| Найкраща чоловіча роль                        | Кларк Гейбл — «Заколот на „Баунті“» / Mutiny on the Bounty |
| Найкраща чоловіча роль                        | Чарльз Лотон — «Заколот на „Баунті“» / Mutiny on the Bounty |
| Найкраща чоловіча роль                        | Franchot Tone — «Заколот на „Баунті“» / Mutiny on the Bounty                                                                                                   |
| Найкраща чоловіча роль                        | Пол Муні — «Чорна лють» / Black Fury (запис, а не офіційна номінація)                                                                                          |
| Найкраща жіноча роль                          | Бетті Девіс — «Небезпечна» / Dangerous |
| Найкраща жіноча роль                          | Кетрін Хепберн — «Аліса Адамс» / Alice Adams |
| Найкраща жіноча роль                          | Елізабет Бергнер — «Escape Me Never» / Escape Me Never |
| Найкраща жіноча роль                          | Клодет Кольбер — «Приватні світи» / Private Worlds |
| Найкраща жіноча роль                          | Мерль Оберон — «Темний янгол» / The Dark Angel |
| Найкраща жіноча роль                          | Міріам Гопкінс — «Беккі Шарп» / Becky Sharp |
| Найкращий адаптований сценарій                | Дадлі Ніколс (Пан Ніколс спочатку відмовився від нагороди, але записи академії свідчать, що він володів статуеткою до 1949 року) — «Інформатор» / The Informer |
| Найкращий адаптований сценарій                | Талбот Дженнінґс, Jules Furthman, Кері Вілсон — «Заколот на „Баунті“» / Mutiny on the Bounty                                                                   |
| Найкращий адаптований сценарій                | Кейсі Робінсон (запис, а не офіційна номінація) — «Одіссея капітана Блада» / Captain Blood                                                                     |
| Найкращий адаптований сценарій                | Вальдемар Янг, John L. Balderston, Achmed Abdullah, Ґровер Джонс, Вільям Слевенс МакНатт — «Життя бенгальського улана» / The Lives of a Bengal Lancer          |
| Найкраще літературне першоджерело             | Бен Гект, Чарльз Мак-Артур — «Негідник» / The Scoundrel |
| Найкраще літературне першоджерело             | Дерріл Занук (запис, а не офіційна номінація) — «G-Men» / G-Men                                                                                                |
| Найкраще літературне першоджерело             | Мосс Гарт — «Бродвейська мелодія 1936 року» / Broadway Melody of 1936                                                                                          |
| Найкраще літературне першоджерело             | Дон Гартман, Стівен Ейвері — «Гей-обман» / The Gay Deception                                                                                                   |
| Найкраща операторська робота                  | Гел Мор — «Сон літньої ночі» / A Midsummer Night's Dream |
| Найкраща операторська робота                  | Чарльз Ленг — «Право любити» / The Right to Love |
| Найкраща операторська робота                  | Грегг Толанд — «Знедолені» / Les Miserables |
| Найкраща операторська робота                  | Віктор Мілнер — «Хрестовий похід» / The Crusades |
| Найкраща операторська робота                  | Рей Джун — «Варварське узбережжя» / Barbary Coast |
| Найкраща робота художника-постановника        | Річард Дей — «Темний янгол» / The Dark Angel |
| Найкраща робота художника-постановника        | Керролл Кларк, Van Nest Polglase — «Циліндр» / Top Hat |
| Найкраща робота художника-постановника        | Роланд Андерсон, Ганс Дрейер — «Життя бенгальського улана» / The Lives of a Bengal Lancer                                                                      |
| Найкращий звук                                | Дуглас Ширер — «Неслухняна Марієта» / Naughty Marietta |
| Найкращий звук                                | Натан Левінсон — «Одіссея капітана Блада» / Captain Blood |
| Найкращий звук                                | Франклін Гансен — «Життя бенгальського улана» / The Lives of a Bengal Lancer                                                                                   |
| Найкращий звук                                | Gilbert Kurland — «Наречена Франкенштейна» / Bride of Frankenstein                                                                                             |
| Найкращий звук                                | Томас Т. Моултон — «Темний янгол» / /The Dark Angel |
| Найкращий звук                                | Карл Дреєр — «I Dream Too Much» / I Dream Too Much |
| Найкращий звук                                | John Livadary — «Love Me Forever» / Love Me Forever |
| Найкращий звук                                | Едмунд Г. Гансен — «Мільйон подяк» / Thanks a Million |
| Найкращий звук                                | Republic Pictures — «$1,000 за хвилину» / $1,000 a Minute |
| Найкращий комедійний короткометражний фільм   | «Як заснути» — Джек Черток та Metro-Goldwyn-Mayer |
| Найкращий комедійний короткометражний фільм   | «О, мої нерви» — Жуль Вайт та Columbia Pictures |
| Найкращий комедійний короткометражний фільм   | «Око за око» — Гарольд Роуч та Metro-Goldwyn-Mayer |
| Найкращий новаторський короткометражний фільм | «Крила над Еверестом» — Gaumont, Skibo Productions |
| Найкращий новаторський короткометражний фільм | «Audioscopiks» — Піт Сміт та Metro-Goldwyn-Mayer |
| Найкращий новаторський короткометражний фільм | «Камера хвилювання» — Universal Studios |
| Найкращий анімаційний короткометражний фільм  | «Три кошеня-сироти» — The Walt Disney Company та United Artists                                                                                                |
| Найкращий анімаційний короткометражний фільм  | «Дракон Калико» — Харман та Айзінґ та Metro-Goldwyn-Mayer |
| Найкращий анімаційний короткометражний фільм  | «Хто вбив півня Робіна?» — The Walt Disney Company та United Artists                                                                                           |
| Найкраща музика Оригінальний саундтрек        | «Інформатор» — RKO Pictures |
| Найкраща музика Оригінальний саундтрек        | «Одіссея капітана Блада» — Warner Bros. |
| Найкраща музика Оригінальний саундтрек        | «Заколот на „Баунті“» — Metro-Goldwyn-Mayer |
| Найкраща музика Оригінальний саундтрек        | «Пітер Іббетсон» — Paramount Pictures |
| Найкраща пісня до фільму                      | «Колискова на Бродвеї» / Lullaby of Broadway — «Золотошукачі 1935 року», музика: Гаррі Воррен, текст: Ел Дубін                                                 |
| Найкраща пісня до фільму                      | «Щока до щоки» / Cheek to Cheek — «Циліндр», музика та текст: Ірвінг Берлін                                                                                    |
| Найкраща пісня до фільму                      | «Прекрасно дивитися» / Lovely to Look At — «Роберта», музика: Джером Керн, текст: Дороті Філдс та Джиммі Макг'ю                                                |
| Найкращий монтаж                              | «Сон літньої ночі» — Ральф Довсон |
| Найкращий монтаж                              | «Девід Коперфілд» — Роберт Джеймс Керн |
| Найкращий монтаж                              | «Інформатор» — George Hively |
| Найкращий монтаж                              | «Життя бенгальського улана» — Еллсворт Хогланд |
| Найкращий монтаж                              | «Знедолені» — Барбара Маклін |
| Найкращий монтаж                              | «Заколот на „Баунті“» — Маргарет Бут |
| Найкращий хореограф                           | «Бродвейська мелодія 1936 року» та «Фолі Бержер з Парижа» — Дейв Гулд                                                                                          |
| Найкращий хореограф                           | «Всі коні короля» та «Велика трансляція 1936 року» — Лерой Прінз                                                                                               |
| Найкращий хореограф                           | «Господиня Бродвея» та «Зайдіть у свій танець» — Боббі Конноллі                                                                                                |
| Найкращий хореограф                           | «Золотошукачі 1935 року» — Басбі Берклі |
| Найкращий хореограф                           | «Король бурлеску» — Семмі Лі |
| Найкращий хореограф                           | «Вона» — Benjamin Zemach |
| Найкращий хореограф                           | «Циліндр» — Гермес Пен |
| Найкращий помічник режисера                   | «Життя бенгальського улана» — Clem Beauchamp та Пол Вінг |
| Найкращий помічник режисера                   | «Девід Коперфілд» — Джозеф Ньюмен |
| Найкращий помічник режисера                   | «Знедолені» — Ерік Стейсі |
| Найкращий помічник режисера                   | «Сон літньої ночі» — Sherry Shourds |

## Спеціальна премія за видатні заслуги
| - Девід Ворк Гріффіт — за тривалий внесок у розвиток кіномистецтва. |